# 阿塞拜疆航空
阿塞拜疆航空是西亚北部國家阿塞拜疆的國家航空公司，總部設在巴庫。

## 歷史
阿塞拜疆的第一支航空中队成立于1938年6月2日。根据2006年阿塞拜疆共和国总统的法令，这一日期被宣布为阿塞拜疆民用航空日。在1941年至1945年期间，阿塞拜疆航空以“一切为了前线”为口号进行工作。
1990年，阿塞拜疆宣布将建立自己的航空公司，并将独立于长期为苏联各共和国提供航空服务的苏联航空。阿塞拜疆航空公司（AZAL）于1992年8月17日正式成立，其首任总裁为Vagif Sadykhly（瓦吉夫·萨德克利）。
阿塞拜疆航空是从苏联航空的地区分支机构发展而来，很快便将其业务扩展到了苏联以外的世界各地，这曾是苏联航空的专属领域。1991年1月，阿塞拜疆航空与土耳其航空合作开通了巴库-伊斯坦布尔的定期航线，并与阿拉伯联合酋长国合作创建了货运企业Aviasharg。AZAL从苏联航空继承了庞大的机队，包括20多架苏制图波列夫客机、一些地区客机和货机、90架轻型飞机和50架直升机。不过，它很快就租赁了两架属于泛美航空的波音727（建造于1968年）。AZAL与美国的航空租赁集团（ALG）深入合作，后者是一家基于美国的波音727飞机租赁商。[1][2] 该公司与ALG的水牛航空有一项跨大西洋的货运合资企业，还在达拉斯的德克萨斯州培训AZAL的飞行员以达到西方标准。
1994年11月，AZAL开通了前往迪拜的航线，迪拜和伊斯坦布尔是西方商品的主要来源地。不久，它还开通了飞往德黑兰、特拉维夫、圣彼得堡、伦敦和中国的航线。由于利润低下且需要修理三架Yak-40飞机，1998年中期暂停了几个地区目的地的服务。除了几个主要城市外，1999年1月，由于债务问题，暂停了前往邻近独联体国家的服务。这些路线通常也不盈利，并且面临着来自火车的新竞争。根据Trend News Agency的报道，1998年AZAL的国内航线仅占其总流量的大约16%。
由于与亚美尼亚关于纳卡地区的边界争端，阻碍了两架新波音757的美国出口进口银行融资。6600万美元的贷款担保是出口进口银行对阿塞拜疆的首笔交易，根据航空运输情报资料。此融资还得到了阿塞拜疆政府和阿塞拜疆国际银行的担保。英国的出口信用担保部为劳斯莱斯发动机提供了融资担保，这些发动机被两架波音757使用。第一架757于2000年秋季交付。这些飞机为航空公司提供了前所未有的远程、舒适性和国际长途航线的效率，并有助于向世界展示其现代化形象。第二架波音757在装载医疗用品后于12月交付，以应对阿塞拜疆近期的地震。2001年1月，AZAL利用其中一架飞机开始与法国航空合作运营巴库-巴黎航线。
作为一个主要的穆斯林国家，阿塞拜疆在911恐怖袭击后经历了航空流量的减少。然而，AZAL在2001年仍能保持盈利，并在偿还债务方面取得了进展。该航空公司很快开始寻购更多新飞机，逐步淘汰其老旧的苏制机型。2002年10月，AZAL首次购买了西方制造的直升机，从欧洲直升机公司购买了六架，总价值5200万欧元。AZAL使用这些直升机将人员和设备运往里海的石油平台。
2004年7月，由于阿塞拜疆农业部欠下土耳其一家公司12年的债务，土耳其查封了两架AZAL的飞机。同月，AZAL订购了新的乌克兰制造的52座Antonov 安-140涡轮螺旋桨飞机来补充其地区机队，为四架飞机支付了约3600万美元。
2010年7月22日，波音和阿塞拜疆航空签署协议，用两架767-300ER（加长航程）和两架767货机替换两架下一代737客机。包括这次公告在内，阿塞拜疆航空总共订购了八架波音飞机：两架767-300ER、两架767货机、两架下一代737客机以及两架787-8。 2010年9月，AZAL取消了其余两架下一代737的订单。
2014年12月23日和24日，阿塞拜疆航空接收了其所订购的两架波音787梦想客机。航空公司还随着787的引进推出了高级经济舱。
2017年11月12日，波音同意向阿塞拜疆航空出售五架787-8飞机，按照标价约价值19亿美元。

## 飞行事故
2024年12月25日，阿塞拜疆航空一架巴西航空工業190型（Embraer 190）客機，在由巴庫飛往俄羅斯車臣的格羅茲尼時被铠甲-S1导弹誤擊，在緊急降落哈薩克阿克套時墜毀 

## 航點
| 旗幟 | 城市 | 國家     | 機場名稱                |
| ---- | ---- | -------- | ----------------------- |
|      | 巴庫 | 阿塞拜疆 | 盖达尔·阿利耶夫国际机场 |

## 機隊

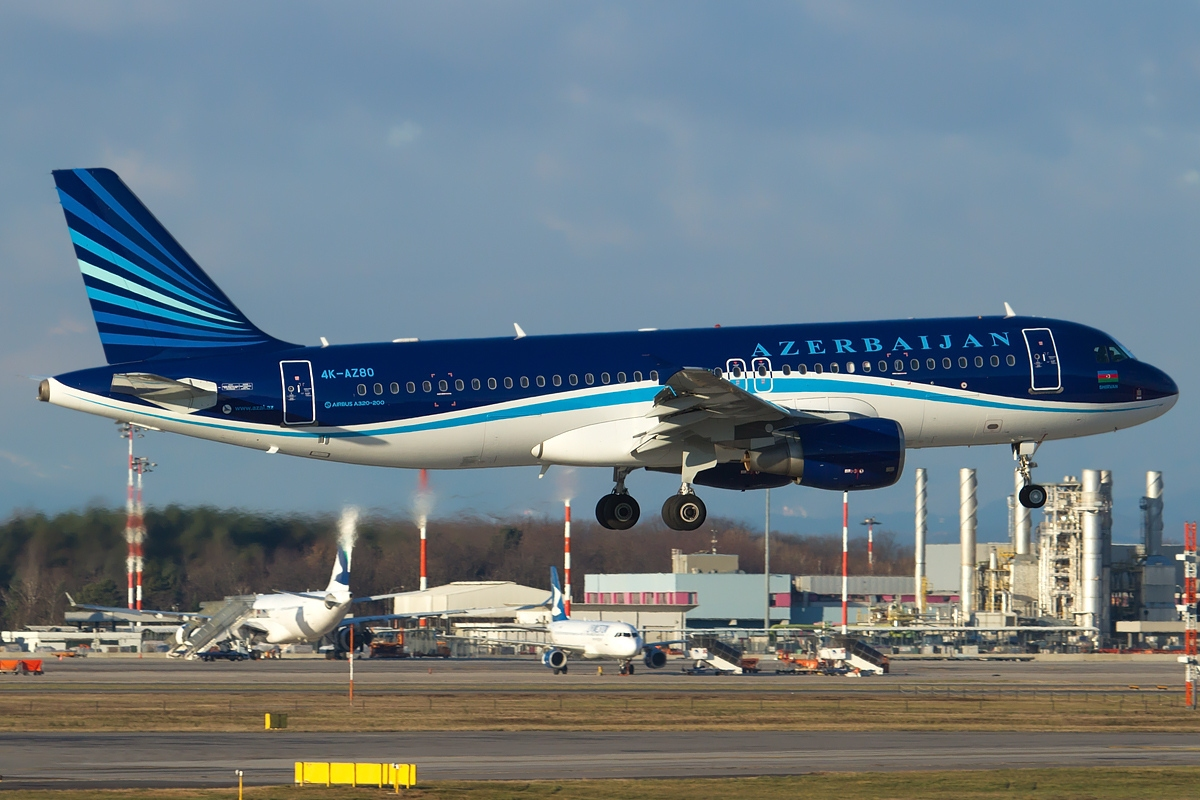
阿塞拜疆航空 空中巴士A320-214

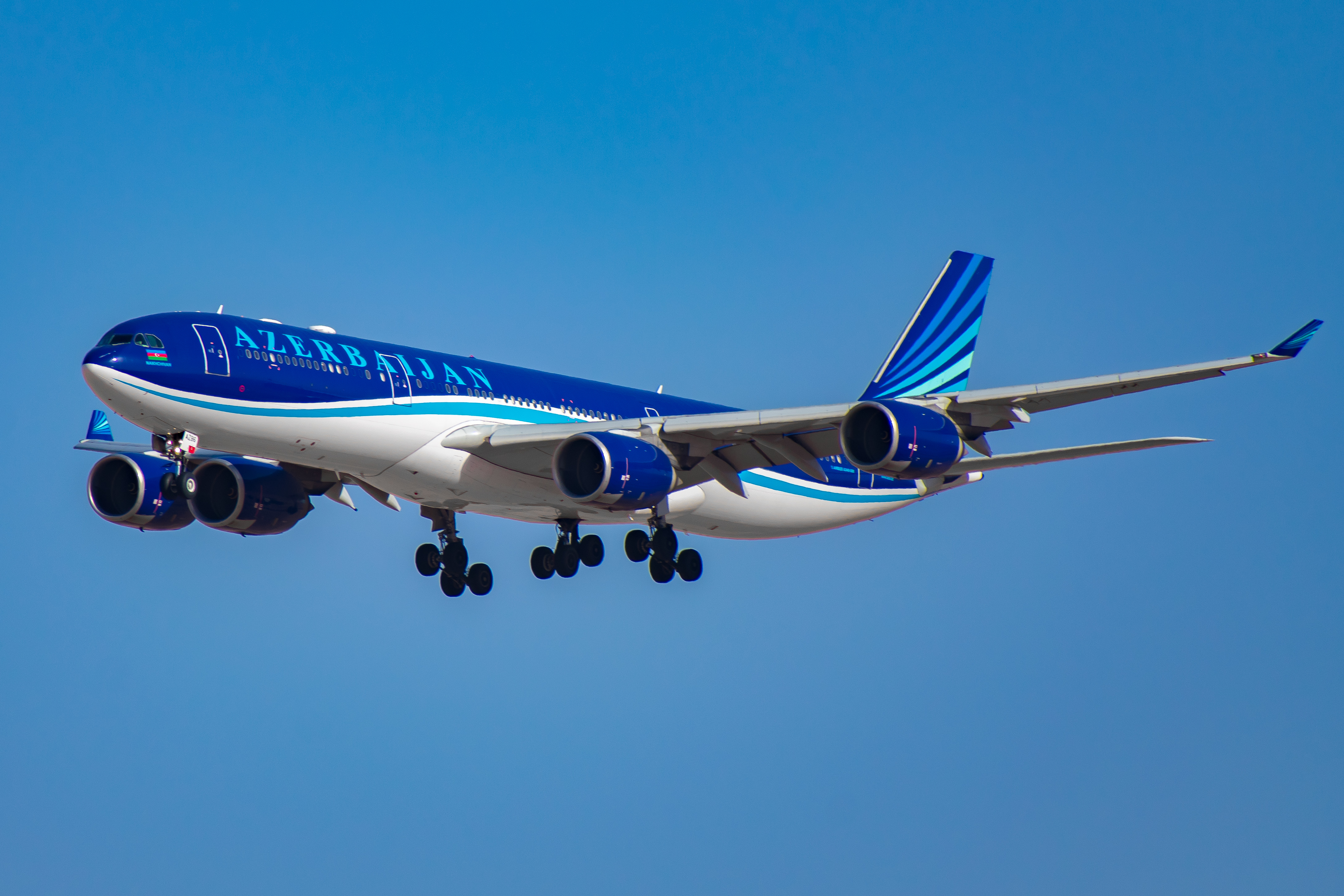
阿塞拜疆航空 空中巴士A340-542

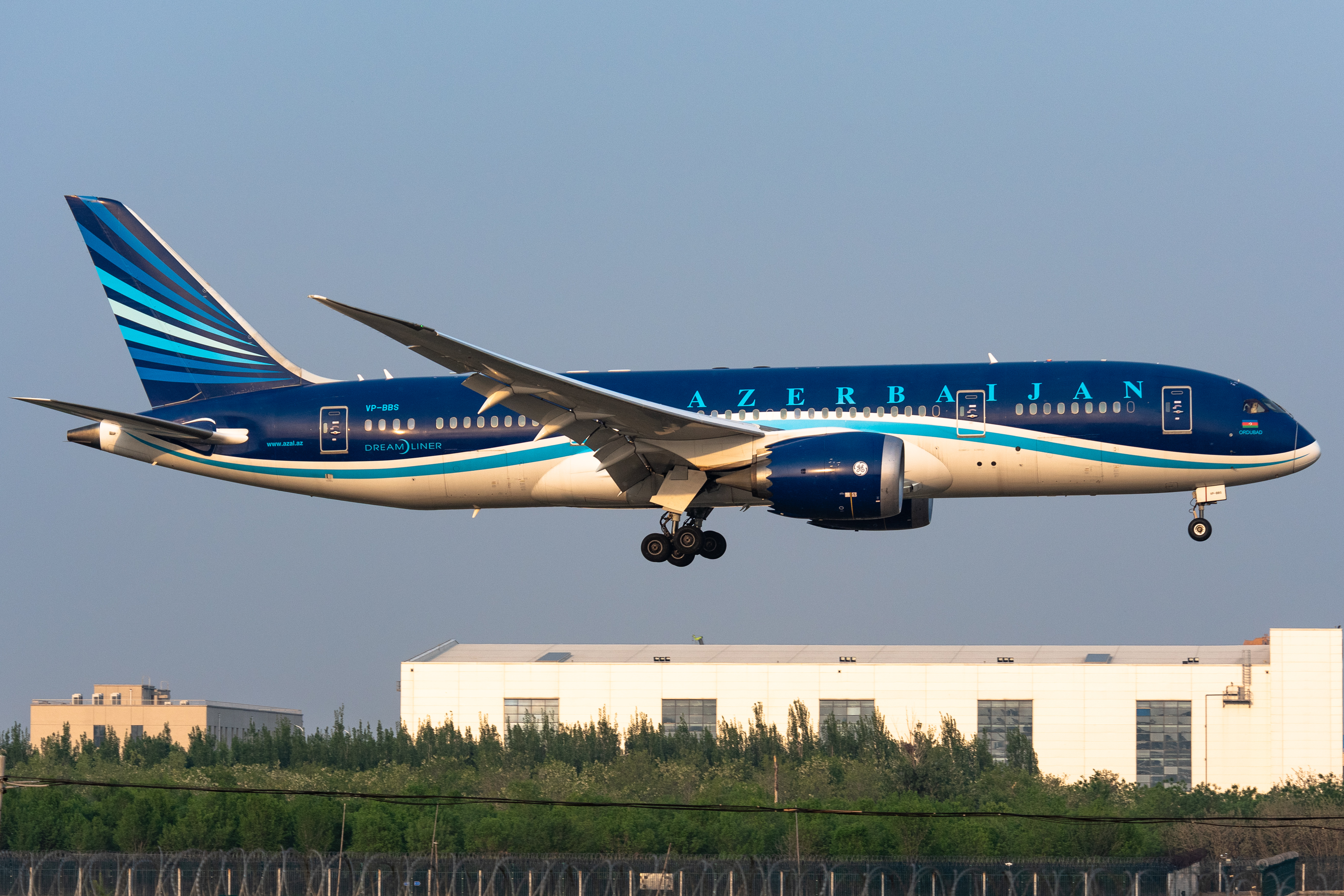
阿塞拜疆航空 波音787-8

截至2025年6月，阿塞拜疆航空機隊平均機齡为13.2年，詳情如下：

## 代碼共享
阿塞拜疆航空與以下航空公司有代碼共享
- 波羅的海航空
- 奧地利航空
- 白俄羅斯航空
- 漢莎航空

## 外部連結
- 官方网站（英文）